# Erik Rasmussen
Pour les articles homonymes, voir Erik Rasmussen (homonymie) et Rasmussen.
Erik Rasmussen (né le 28 mars 1977 St. Louis Park dans le Minnesota aux États-Unis) est un joueur professionnel américain de hockey sur glace qui évoluait au poste de centre.

## Carrière en club
En 1995, il commence à jouer dans l'université du Minnesota pour les Golden Gophers du Minnesota du championnat NCAA. Il porte alors sur son maillot le C de capitaine et lors du repêchage d'entrée dans la Ligue nationale de hockey de 1996, il est choisi au premier tour par les Sabres de Buffalo (7e choix au total).
Avant de rejoindre la LNH, il termine ses études et débute dans la Ligue américaine de hockey en 1997. Il joue alors pour la franchise des Americans de Rochester, affiliés aux Sabres. Il joue une vingtaine de matchs dans la LNH avec les Sabres au cours de cette même saison.
Il se fait petit à petit une place dans la LNH et y joue l'intégralité de la saison 1999-2000. En 2002-2003, il rejoint pour une courte saison les Kings de Los Angeles (en raison de blessures) avant de rejoindre la saison suivante les Devils du New Jersey.
En 2007-2008, il fait toujours partie de l'équipe des Devils, mais évolue avec le club-école, les Devils de Lowell. Il joue sa dernière saison professionnelle en 2008-2009 avec le Porin Ässät en Finlande.

## Carrière internationale
Il a représenté les États-Unis lors des compétitions internationales. Il a participé au championnat du monde junior en 1995 et en 1996, remportant une médaille d'argent lors de cette dernière. En tant que senior, il a pris part au championnat du monde en 2001.

## Statistiques
Pour les significations des abréviations, voir Statistiques du hockey sur glace.

### En club
| Saison     | Équipe                      | Ligue      |     | Saison régulière | Saison régulière | Saison régulière | Saison régulière | Saison régulière |   | Séries éliminatoires | Séries éliminatoires | Séries éliminatoires | Séries éliminatoires | Séries éliminatoires |
| Saison     | Équipe                      | Ligue      | PJ  | B                | A                | Pts              | Pun              | PJ               | B | A                    | Pts                  | Pun                  |                      |                      |
| 1995-1996  | Golden Gophers du Minnesota | NCAA       | 40  | 16               | 32               | 48               | 55               | -                | - | -                    | -                    | -                    |                      |                      |
| 1996-1997  | Golden Gophers du Minnesota | NCAA       | 34  | 15               | 12               | 27               | 123              | -                | - | -                    | -                    | -                    |                      |                      |
| 1997-1998  | Americans de Rochester      | LAH        | 53  | 9                | 14               | 23               | 83               | 1                | 0 | 0                    | 0                    | 5                    |                      |                      |
| 1997-1998  | Sabres de Buffalo           | LNH        | 21  | 2                | 3                | 5                | 14               | -                | - | -                    | -                    | -                    |                      |                      |
| 1998-1999  | Americans de Rochester      | LAH        | 37  | 12               | 14               | 26               | 47               | -                | - | -                    | -                    | -                    |                      |                      |
| 1998-1999  | Sabres de Buffalo           | LNH        | 42  | 3                | 7                | 10               | 37               | 21               | 2 | 4                    | 6                    | 18                   |                      |                      |
| 1999-2000  | Sabres de Buffalo           | LNH        | 67  | 8                | 6                | 14               | 43               | 3                | 0 | 0                    | 0                    | 4                    |                      |                      |
| 2000-2001  | Sabres de Buffalo           | LNH        | 82  | 12               | 19               | 31               | 51               | 3                | 0 | 1                    | 1                    | 0                    |                      |                      |
| 2001-2002  | Sabres de Buffalo           | LNH        | 69  | 8                | 11               | 19               | 34               | -                | - | -                    | -                    | -                    |                      |                      |
| 2002-2003  | Kings de Los Angeles        | LNH        | 57  | 4                | 12               | 16               | 28               | -                | - | -                    | -                    | -                    |                      |                      |
| 2003-2004  | Devils du New Jersey        | LNH        | 69  | 7                | 6                | 13               | 41               | 5                | 0 | 2                    | 2                    | 2                    |                      |                      |
| 2005-2006  | Devils du New Jersey        | LNH        | 67  | 5                | 5                | 10               | 32               | 9                | 0 | 0                    | 0                    | 8                    |                      |                      |
| 2006-2007  | Devils du New Jersey        | LNH        | 71  | 3                | 7                | 10               | 25               | 11               | 0 | 0                    | 0                    | 14                   |                      |                      |
| 2007-2008  | Devils de Lowell            | LAH        | 26  | 2                | 3                | 5                | 14               | -                | - | -                    | -                    | -                    |                      |                      |
| 2008-2009  | Porin Ässät                 | SM-liiga   | 31  | 1                | 8                | 9                | 60               | -                | - | -                    | -                    | -                    |                      |                      |
| Totaux LNH | Totaux LNH                  | Totaux LNH | 545 | 52               | 76               | 128              | 305              | 52               | 2 | 7                    | 9                    | 46                   |                      |                      |

### En équipe nationale
| Année | Compétition                 |   | PJ | B | A | Pts | Pun               |  | Résultat |
| 1996  | Championnat du monde junior | 6 | 0  | 1 | 1 | 16  | 5e place          |  |          |
| 1997  | Championnat du monde junior | 6 | 4  | 5 | 9 | 4   | Médaille d'argent |  |          |
| 2002  | Championnat du monde        | 7 | 0  | 1 | 1 | 2   | 7e place          |  |          |